# Samson Cerfberr de Medelsheim
Samson Cerfberr de Medelsheim oder Ibrahim-Manzour-Effendi (* 1778 in Strasbourg; † 8. Dezember 1826 in Paris) war ein französischer Abenteurer und Schriftsteller. Sein 1826 erschienenes Buch enthält zunächst seine eigene Biographie und schildert dann im Hauptteil Albanien, Serbien und Griechenland unter dem berüchtigten Ali Pascha. Nachdem das Buch ein finanzieller Misserfolg wurde, verbrannte er sich selbst und wurde dadurch bekannt.

## Leben
Samson, aus einer Straßburger jüdischen Familie stammend, war der älteste Sohn Marx Cerfberrs de Medelsheim und Enkel des berühmten Cerfberr de Medelsheim. Er diente nach eigener Darstellung im Winter 1798/1799 in Paris bei der französischen Armee, ging nach dem Frieden von Amiens 1802 zur türkischen Armee, konvertierte zum Islam und diente dort von 1803 bis 1809, von 1811 bis 1813 im Königreich Westphalen, 1813 in Bosnien, wo er erneut zum Islam konvertierte und den Namen Ibrahim-Manzour-Effendi annahm. In den Jahren 1816 bis 1819 kam er in näheren Kontakt mit Ali Pascha. Zuletzt lebte er bis zu seinem Suizid in Paris.

## Werk
- Mémoires sur la Grèce et l'Albanie pendant le gouvernement d'Ali-Pacha, Paris 1826, 2. Auflage, Paris 1827, Online bei Google books, 2. Auflage, Paris 1828. Online bei Google books
  - deutsch: Ali Pascha, Tyrann von Albanien. Erinnerungen an seine Regierung. Hrsg. E. Schulz, Stuttgart, Robert Lutz, o.J.[1914].

## Normdaten
- Ibrahim-Manzour (1778–1826) bei CERL Thesaurus

| Personendaten    | Personendaten                               |
| ---------------- | ------------------------------------------- |
| NAME             | Cerfberr de Medelsheim, Samson              |
| ALTERNATIVNAMEN  | Ibrahim-Manzour                             |
| KURZBESCHREIBUNG | französischer Abenteurer und Schriftsteller |
| GEBURTSDATUM     | 1778                                        |
| GEBURTSORT       | Strasbourg                                  |
| STERBEDATUM      | 8. Dezember 1826                            |
| STERBEORT        | Paris                                       |